# レアンドロ・ファッジン
レアンドロ・ファッジン（Leandro Faggin、1933年7月18日 - 1970年12月6日）は、イタリア、パドヴァ出身の自転車競技（トラックレース）選手。

## 来歴
タイムトライアルスペシャリスト的存在の選手で、個人追い抜きでは、アマ1回、プロ3回の世界一を経験。
プロ個人追い抜きでは、当初はロジェ・リヴィエールやルディ・アルティヒといった選手たちの後塵を拝していたが、後にフェルディナント・ブラック、エルコーレ・バルディーニといった、アワーレコード保持者を撃破して優勝している。
1956年メルボルンオリンピックでは、団体追い抜きと1kmタイムトライアル（1kmTT）の二冠を達成したが、1kmTTでは、オリンピックでは初めて1分10秒台を破る、1分09秒8の同大会記録で優勝した。加えて6日間レースにおいても通算9勝を挙げる活躍を見せ、1969年に引退した。
ところが、引退した直後に病に見舞われ、闘病生活の後、翌1970年12月6日、出身地のパドヴァで死去した。37歳没。

## 主な戦績
1954年
- トラックレース世界選手権 アマ個人追い抜き 優勝
- イタリア選手権 アマ個人追い抜き 優勝

1955年
- トラックレース世界選手権 アマ個人追い抜き 3位

1956年
- メルボルンオリンピック
  -  1kmTT 優勝
  -  団体追い抜き 優勝（+ ヴァレンティノ・ガスパレッラ、アントニオ・ドメニカーリ、フランコ・ガンディーニ）
- トラックレース世界選手権 アマ個人追い抜き 2位

1957年、プロ転向
- イタリア選手権 個人追い抜き 優勝

1958年
- トラックレース世界選手権 プロ個人追い抜き 2位
- イタリア選手権 個人追い抜き 優勝

1959年
- イタリア選手権 個人追い抜き 優勝
- イタリア選手権 オムニアム 優勝
- ニューヨーク6日間レース 優勝（+ フェルディナンド・テッルッツィ）

1960年
- イタリア選手権 個人追い抜き 優勝

1961年
- トラックレース世界選手権 プロ個人追い抜き 3位
- イタリア選手権 個人追い抜き 優勝
- メルボルン6日間レース 優勝（+ ジョン・ヤング）

1962年
- トラックレース世界選手権 プロ個人追い抜き 2位
- イタリア選手権 個人追い抜き 優勝

1963年
- トラックレース世界選手権 プロ個人追い抜き 優勝
- イタリア選手権 個人追い抜き 優勝

1964年
- トラックレース世界選手権 プロ個人追い抜き 2位
- イタリア選手権 個人追い抜き 優勝
- メルボルン6日間レース 優勝（+ フェルディナンド・テッルッツィ）
- ミラノ6日間レース 優勝（+ リック・バンステーンベルヘン）

1965年
- トラックレース世界選手権 プロ個人追い抜き 優勝
- イタリア選手権 個人追い抜き 優勝
- アデレード6日間レース 優勝（+ ジョー・チアヴォラ）
- モントリオール6日間レース 優勝（+ フレディ・オイゲン）

1966年
- トラックレース世界選手権 プロ個人追い抜き 優勝
- イタリア選手権 個人追い抜き 優勝
- モントリオール6日間レース 優勝（+ フレディ・オイゲン）

1967年
- トラックレース世界選手権 プロ個人追い抜き 3位
- イタリア選手権 個人追い抜き 優勝

1968年
- トラックレース世界選手権 プロ個人追い抜き 3位
- イタリア選手権 個人追い抜き 優勝
- モントリオール6日間レース 優勝（+ ホルスト・オルデンブルク）
- メルボルン6日間レース 優勝（+ ディーター・ケンパー）